# Sparkasse Rhein Neckar Nord
Die Sparkasse Rhein Neckar Nord ist eine öffentlich-rechtliche Sparkasse mit Sitz in Mannheim in Baden-Württemberg.

## Organisation
Die Sparkasse Rhein Neckar Nord ist eine Anstalt des öffentlichen Rechts. Rechtsgrundlage ist das Sparkassengesetz für Baden-Württemberg. Organe der Sparkasse sind der Vorstand, der Verwaltungsrat und der Kreditausschuss.

## Geschäftsausrichtung und Geschäftserfolg
Das Geschäftsgebiet der Sparkasse umfasst den Stadtkreis Mannheim sowie aus dem Rhein-Neckar-Kreis die Städte und Gemeinden Edingen-Neckarhausen, Heddesheim, Hemsbach, Hirschberg an der Bergstraße, Ilvesheim, Ladenburg, Laudenbach, Schriesheim und Weinheim.
Die Sparkasse Rhein Neckar Nord wies im Geschäftsjahr 2024 eine Bilanzsumme von 5,825 Mrd. Euro aus und verfügte über Kundeneinlagen von 3,896 Mrd. Euro. Gemäß der Sparkassenrangliste 2024 liegt sie nach Bilanzsumme auf Rang 73. Sie unterhält 36 Filialen/Selbstbedienungsstandorte und beschäftigt 768 Mitarbeiter.
Die Immobiliengesellschaft der Sparkasse Rhein Neckar Nord mbH ist eine 100%ige Tochter der Sparkasse Rhein Neckar Nord und im Vertrieb von Immobilien in der Metropolregion Rhein Neckar tätig.

## Sparkassen-Finanzgruppe
Die Sparkasse Rhein Neckar Nord ist Teil der Sparkassen-Finanzgruppe und gehört damit auch ihrem Haftungsverbund an. Er sichert den Bestand der Institute und sorgt dafür, dass sie auch im Fall der Insolvenz einzelner Sparkassen alle Verbindlichkeiten erfüllen können. Die Sparkasse vermittelt Bausparverträge der regionalen Landesbausparkasse, offene Investmentfonds der Deka und Versicherungen der SV SparkassenVersicherung. Im Bereich des Leasing arbeitet die Sparkasse Rhein Neckar Nord mit der  Deutschen Leasing zusammen. Die Funktion der Sparkassenzentralbank nimmt die Landesbank Baden-Württemberg wahr.

## Geschichte
Die Sparkasse Rhein Neckar Nord wurde am 31. Dezember 2000 gegründet. Sie entstand durch die Fusion der Stadtsparkasse Mannheim (gegründet 1822) mit der Bezirkssparkasse Weinheim (gegründet 1866).

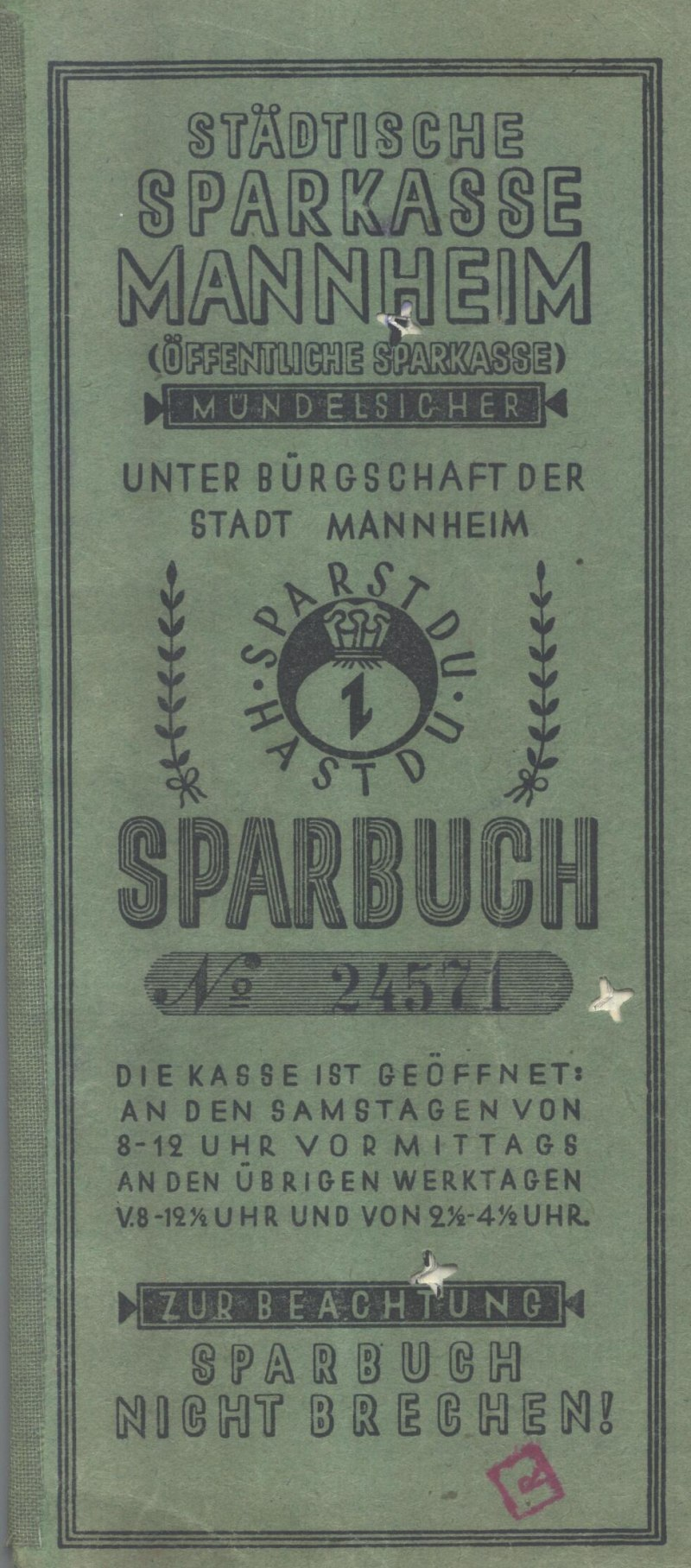
Sparbuch der Sparkasse Mannheim (1942)

Der langjährige Vorstandsvorsitzende Rüdiger Hauser hat sich am 30. Juni 2015 nach 23 Jahren an der Spitze der Sparkasse Rhein Neckar Nord (davon acht beim Vorgängerinstitut Bezirkssparkasse Weinheim) in den Ruhestand verabschiedet. Neuer Vorstandsvorsitzender ist seit 1. Juli 2015 der bisherige stellvertretende Vorstandsvorsitzende Stefan Kleiber. 

### Sparkasse Mannheim
Die Sparkasse Mannheim wird am 18. Juli 1822 vom Stadtdirektor Philipp Anton von Jagemann gegründet. Zunächst befindet sie sich in einem Nebenzimmer im Alten Rathaus am Mannheimer Marktplatz. Sie ist dem Stadtrat untergeordnet. Soziale Faktoren spielen bei der Gründung eine Rolle. Sparkassen sind die ersten Institutionen in ihren Städten, bei denen auch arme Bürger ihr Erspartes sicher anlegen und so für sich und ihre Familien vorsorgen können. Die Überträge, die die Sparkassen erwirtschaften, werden direkt an die Bürger zurückgegeben: Bedürftige werden unterstützt, zudem werden kommunale und später auch private soziale Projekte mitfinanziert.
Die erste Filiale der Sparkasse Mannheim befindet sich in Mannheim-Käfertal. Käfertal wird 1897 eingemeindet und bekommt noch im selben Jahr eine Geldannahmestelle der Sparkasse. Sparkassenkunden konnten nun nicht mehr nur in der Hauptstelle in der Mannheimer Innenstadt, sondern nach und nach auch in den Stadtteilen und Vororten ihre Bankgeschäfte erledigen.
Das Filialnetz der Sparkasse Mannheim wächst stetig. Auch kleinere Geldannahmestellen gehörten dazu. So wird 1907 die Geldannahmestelle in Feudenheim eröffnet. 1912 erwirbt die Sparkasse Mannheim unter Sparkassendirektor Heinrich Schmelcher ihre ersten eigenen Räume. Sie eröffnete ihre Hauptstelle im Engelhorn'schen Palais in A1. Im Zweiten Weltkrieg wird die Hauptstelle der Sparkasse durch Luftangriffe schwer beschädigt. 
Nach dem Mangel der Nachkriegszeit bringt das Wirtschaftswunder Deutschland wieder in Schwung. Der Wunsch nach Modernität und Aufbruch ist in der Gesellschaft und auch bei der Sparkasse spürbar. Sparkassendirektor Fritz Krumme beschließt den Neubau der Hauptstelle am Paradeplatz in D1, die 1954 eröffnet wurde. Die Sparkasse wächst, sodass sie wegen der stetig steigenden Mitarbeiterzahl mehr Platz benötigt. So wird der Neubau des Verwaltungsgebäudes der Stadtsparkasse in D2, der durch einen Tunnel mit der Hauptstelle verbunden ist, im Jahr 1987 in Betrieb genommen.

### Sparkasse Weinheim
Die schnell wachsende Sparkasse in Mannheim wird zum Vorbild weiterer Sparkassen. Am 19. April 1866 wird die Sparkasse Weinheim vom Gerichtsnotar Ludwig Friedrich Grether ins Leben gerufen. Der erste Verwaltungsrat besteht aus Grether sowie drei Bezirks- und zwei Gemeinderäten, die gleichzeitig die Funktionen des Kontrolleurs und Schriftführers übernehmen.
Nachdem bereits viele kleinere Sparkassen in der Umgebung mit der Weinheimer Sparkasse fusionierten, übernimmt sie 1928 auch die Gemeindesparkasse Heddesheim und benennt sich in Bezirkssparkasse Weinheim um. Insgesamt beschäftigt sie 16 Personen inklusive Lehrlinge. Im Zuge des Zweiten Weltkrieges bleibt das Gebäude der Sparkasse unversehrt. Im Zeitgeist der Nachkriegszeit baut die Bezirkssparkasse eine neue Hauptstelle, die 1957 eröffnet. Im Jahr 1993 eröffnet die Bezirkssparkasse ein Dienstleistungszentrum für die Wirtschaft und Gemeinden der Region. Wenig später, im Jahr 1998, zieht die Hauptstelle der Bezirkssparkasse ins Weinheimer Atrium um.

### Die Sparkasse Rhein Neckar Nord entsteht
Die Sparkasse Mannheim gerät Ende der 1990er Jahre aufgrund riskanter Kreditvergabe in eine finanzielle Schieflage, wobei sie bei einer Bilanzsumme von rund sechs Milliarden DM einen Betrag in dreistelliger Millionenhöhe abschreiben muss. Gerettet wird die Sparkasse nur durch Finanzspritzen des Deutschen Sparkassen- und Giroverbands, des Badischen Sparkassen- und Giroverbandes (BGSV) sowie der Stadt Mannheim, die zusammen 250 Millionen DM und eine Bürgschaft in Höhe von 150 Millionen DM aufbrachten.  Zum 31. Dezember 2000 fusionieren die Sparkasse Mannheim und die Bezirkssparkasse Weinheim zur Sparkasse Rhein Neckar Nord.